# William A. Whittlesey

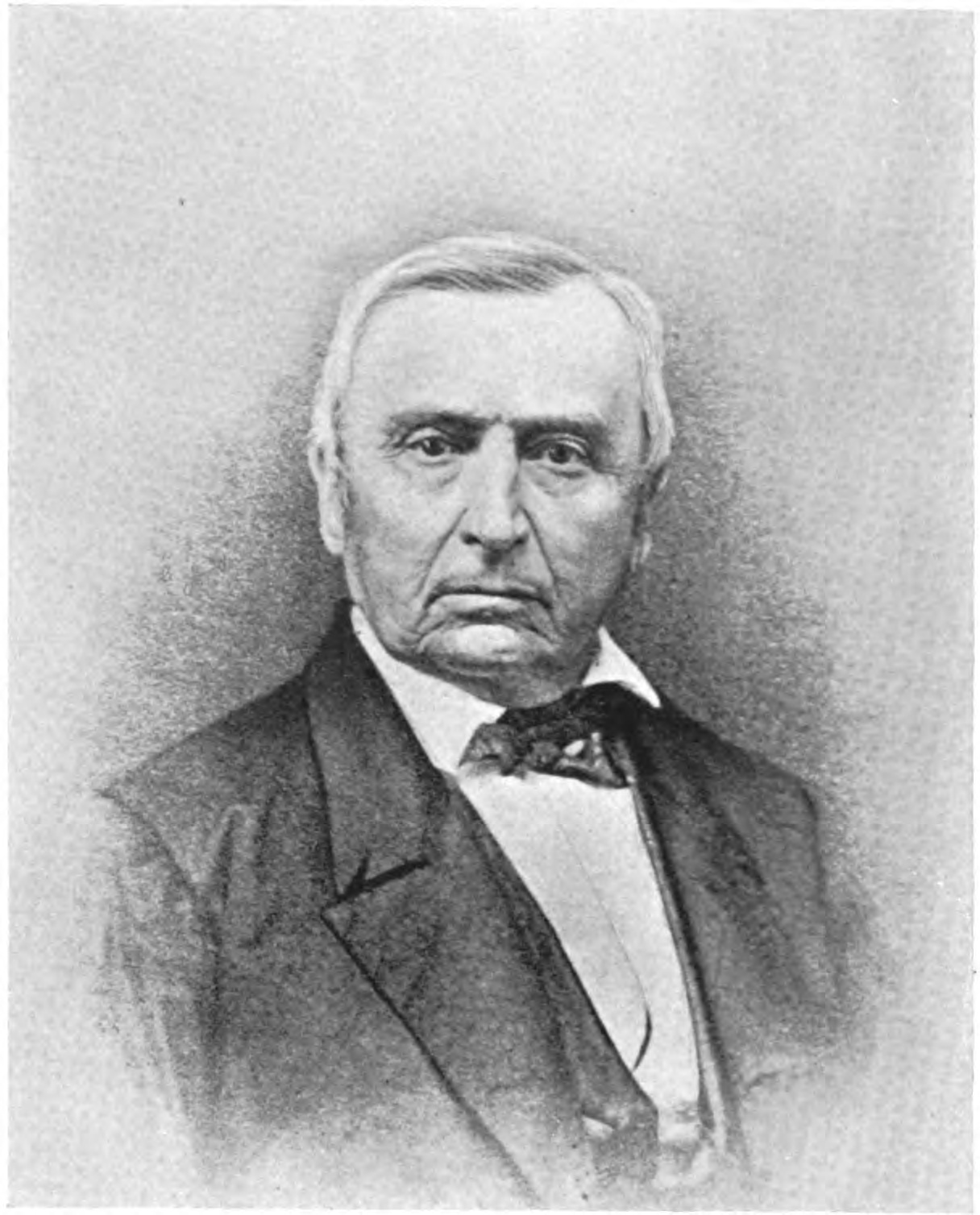
William A. Whittlesey

William Augustus Whittlesey (* 14. Juli 1796 in Danbury, Connecticut; † 6. November 1866 in Brooklyn, New York) war ein US-amerikanischer Politiker. Zwischen 1849 und 1851 vertrat er den Bundesstaat Ohio im US-Repräsentantenhaus.

## Werdegang
William Whittlesey war ein Neffe des Kongressabgeordneten Elisha Whittlesey (1783–1863). Er besuchte die öffentlichen Schulen seiner Heimat und danach bis 1816 das Yale College. Anschließend unterrichtete er als Lehrer. Im Jahr 1818 zog er nach Canfield in Ohio. Nach einem Jurastudium und seiner 1821 erfolgten Zulassung als Rechtsanwalt begann er dort in diesem Beruf zu arbeiten. Noch im selben Jahr zog er nach Marietta. Zwischen 1825 und 1837 war er Revisor der Bezirksverwaltung im Washington County. Politisch schloss er sich der Demokratischen Partei an. In den Jahren 1839 und 1840 saß er als Abgeordneter im Repräsentantenhaus von Ohio.
Bei den Kongresswahlen des Jahres 1848 wurde Whittlesey im 13. Wahlbezirk von Ohio in das US-Repräsentantenhaus in Washington, D.C. gewählt, wo er am 4. März 1849 die Nachfolge von Thomas Ritchey antrat. Da er im Jahr 1850 auf eine erneute Kandidatur verzichtete, konnte er bis zum 3. März 1851 nur eine Legislaturperiode im Kongress absolvieren. Diese Zeit war von den Diskussionen um die Frage der Sklaverei bestimmt. Im Jahr 1850 wurde der von US-Senator Henry Clay eingebrachte Kompromiss von 1850 verabschiedet.
Nach dem Ende seiner Zeit im US-Repräsentantenhaus praktizierte William Whitteseley wieder als Anwalt. In den Jahren 1856, 1860 und 1862 war er Bürgermeister von Marietta. Er starb am 6. November 1866 in Brooklyn und wurde in Marietta beigesetzt.